# Futebolista sul-americano do ano 2020
O prêmio de Futebolista sul-americano do ano de 2020, chamado de Rei da América, foi organizado pelo jornal uruguaio El País. O brasileiro Marinho, do Santos, foi eleito vencedor com 20,5% dos votos. A definição ocorreu pela votação de 390 jornalistas.

## Os três finalistas
| Posição | Jogador         | Nacionalidade | Clube       | Percentual dos votos |
| ------- | --------------- | ------------- | ----------- | -------------------- |
| 1°      | Marinho         | Brasil        | Santos      | 20,5%                |
| 2°      | Nacho Fernández | Argentina     | River Plate | 15,1%                |
| 3°      | Gustavo Gómez   | Paraguai      | Palmeiras   | 14,8%                |

## Seleção do ano[3]
| Setor      | Jogador           | Nacionalidade | Clube       |
| Goleiro    | Weverton          | Brasil        | Palmeiras   |
| Defesa     | Gonzalo Montiel   | Argentina     | River Plate |
| Defesa     | Lucas Veríssimo   | Brasil        | Santos      |
| Defesa     | Gustavo Gómez     | Paraguai      | Palmeiras   |
| Defesa     | Matías Viña       | Uruguai       | Palmeiras   |
| Volante    | Enzo Pérez        | Argentina     | River Plate |
| Volante    | Ignácio Fernández | Argentina     | River Plate |
| Meio-campo | Marinho           | Brasil        | Santos      |
| Meio-campo | Soteldo           | Venezuela     | Santos      |
| Ataque     | Rony              | Brasil        | Palmeiras   |
| Ataque     | Borré             | Colômbia      | River Plate |

## Treinador do ano[4]
| Posição | Treinador        | Nacionalidade | Time               | Percentual dos votos |
| ------- | ---------------- | ------------- | ------------------ | -------------------- |
| 1°      | Marcelo Gallardo | Argentina     | River Plate        | 54%                  |
| 2°      | Hernán Crespo    | Argentina     | Defensa y Justicia | 17%                  |
| 3°      | Abel Ferreira    | Portugal      | Palmeiras          | 11%                  |